# Gironniera subaequalis
Gironniera subaequalis är en hampväxtart som beskrevs av Jules Émile Planchon. Gironniera subaequalis ingår i släktet Gironniera och familjen hampväxter. Inga underarter finns listade i Catalogue of Life.

## Bildgalleri

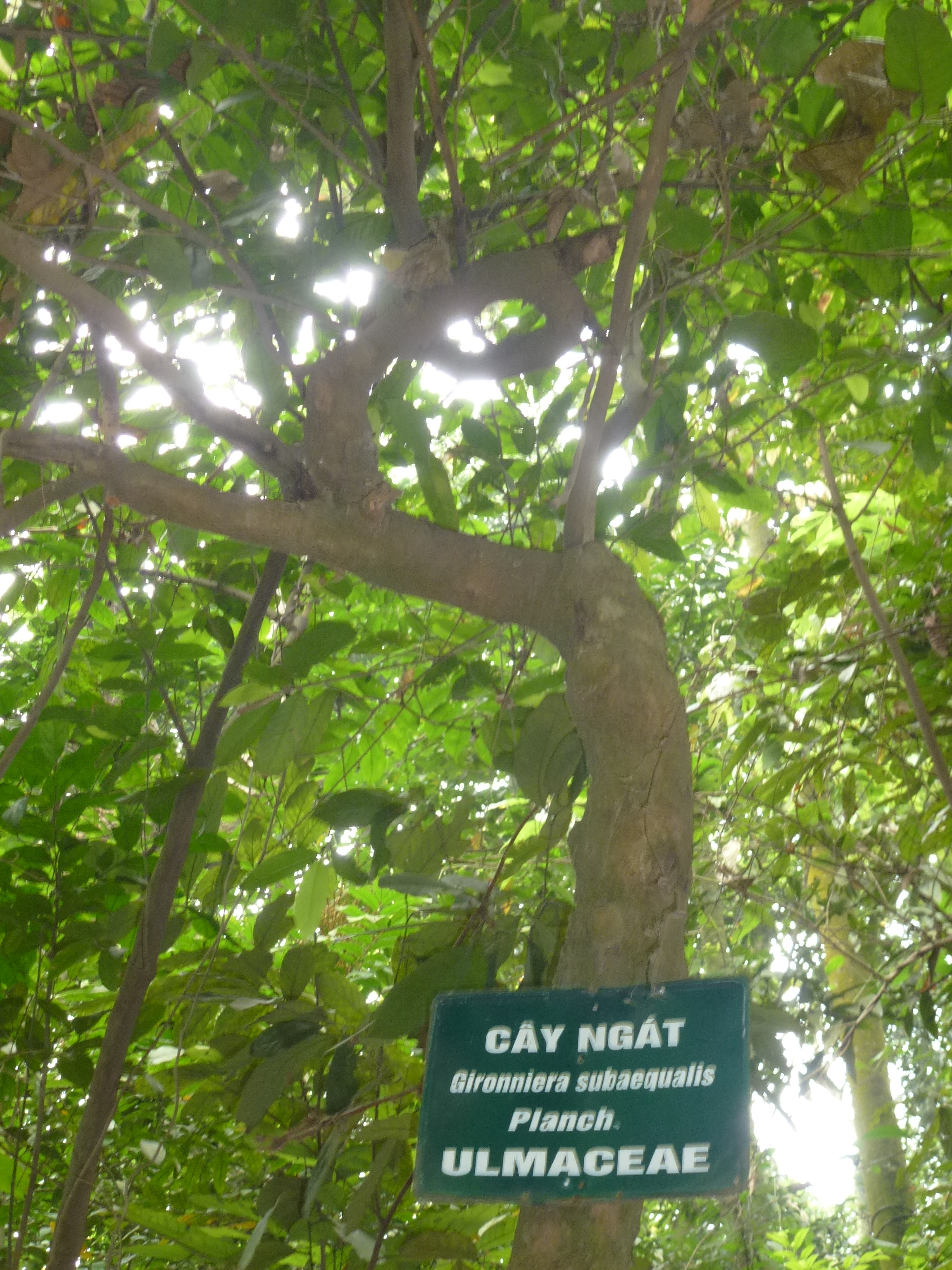